# Ur Leica
Le Ur Leica (Ur étant la probable contraction du mot allemand "Urbid" signifiant ancien ou antique. On traduit généralement en "Leica primitif") est le premier appareil photo 35 mm conçu par Oskar Barnack. Il est le précurseur  d'un modèle et d'une marque qui révolutionne la photographie. Il y aura un ou deux autres prototypes avant la pré-série Leica 0.

## Histoire
En 1913, Oskar Barnack crée un petit appareil utilisant le film cinéma 35 mm initialement pour faire quelques images utilisées comme tests de développement pour les films cinéma d'un ami mais qui lui permet de s'adonner à la photographie de paysages sans devoir transporter un appareil encombrant et un lourd stock de plaques de verre.
Malgré ce coté expérimental la maison Leitz dépose le 11 juin 1914 une demande de brevet pour le nom "Liliput Kamera barnack", l'armement de l'obturateur couplé à l'avancement du film et l'avancement du film. Le brevet est refusé pour trois antériorités : L'armement couplé à l'avance est déjà déposé par Sylvestre Pascal pour son Japy Le Pascal, le système d'avancement du film est déposé par Zeiss pour son Film Palmos et même le nom Liliput est déjà attribué à Erneman pour un petit klapp simpliste.
Ernst Leitz II, conquis par les résultats de l'appareil l'emprunte pour un voyage aux États-Unis au cours duquel il prend de nombreuses photographies dont il ne subsiste qu'un tirage contact, la maison Leitz ne disposant pas à l'époque d'un agrandisseur raisonnablement utilisable pour le 24 x 36. 
Il subsiste un autre prototype numéroté "3" qui daterait d'après 1918 et utilise un obturateur à fente variable qui démasque toujours le film pendant l'armement.

## Technique
Le boitier est métallique et prévu pour faire des images de 24 x 36 mm. L'obturateur à rideaux textiles se déplaçant horizontalement est muni d'une fente de 40 mm de largeur et il n'est possible d'agir sur le temps d'exposition qu'en jouant sur la tension du ressort qui le meut. Cette construction limite la vitesse utilisable et une estimation donne une vitesse maximum de 1/50. La fente toujours présente présente l'inconvénient de découvrir le film pendant l'armement de l'obturateur ce qui oblige à fermer systématiquement le cache objectif pivotant.
L'objectif est initialement un Kini Tessar Zeiss qui, prévu pour le 18 x 24, couvre mal le 24 x 36 créant un vignettage. Pour corriger ce défaut, Barnack le remplace par un Milar 42 mm ouvert à 1:4.5 rentrant ce qui limite l'encombrement du boitier. Le chargement se fait par la semelle et en chambre noire avec du film cinéma.